# マウンテン・バトルズ
『マウンテン・バトルズ』(Mountain Battles)は、アメリカのロックバンド、ブリーダーズの4thアルバム。2008年4月7日に4ADよりリリース。

## 収録曲
特筆ない限り全曲キム・ディール作詞作曲。
1. "Overglazed" - 2:15
2. "Bang On" - 2:03
3. "Night of Joy" - 3:26
4. "We're Gonna Rise" - 3:53
5. "German Studies" - 2:16
6. "Spark" - 2:39
7. "Istanbul" - 2:58
8. "Walk It Off" - 2:46
9. "Regalame Esta Noche" (Roberto Cantoral) - 2:52
10. "Here No More" - 2:39
11. "No Way" - 2:33
12. "It's the Love" (The Tasties) - 2:28
13. "Mountain Battles" - 3:54

### 日本盤ボーナス・トラック
1. "German Demonstration" - 1:36

## 参加ミュージシャン
- キム・ディール - リードボーカル、ギター
- ケリー・ディール - ギター、ボーカル
- マンド・ロペス - ベースギター
- ホセ・メデレス - ドラムス